# Neumarkt (Osnabrück)
Der Neumarkt ist ein zentraler Platz in der niedersächsischen Stadt Osnabrück. Er befindet sich im Stadtteil Innenstadt im Grenzbereich der mittelalterlichen Altstadt zur ebenfalls im Mittelalter entstandenen Neustadt und ist ein wichtiger Verkehrsknotenpunkt.

## Lage
Der Neumarkt als zentraler Platz des Osnabrücker Stadtteils Innenstadt dehnt sich in Ost-West-Richtung zwischen der Altstadt im Norden und der Neustadt im Süden aus.
In westlicher Richtung schließt die Straße Neuer Graben an, an der sich unter anderem das Schloss Osnabrück und der Ledenhof befinden. Aus der Nordrichtung verläuft die als Fußgängerzone genutzte Große Straße aus der Altstadt zum Platz. Als südliche Fortsetzung der Großen Straße befindet sich hier die in die Neustadt hineinlaufende Johannisstraße. An östlicher Seite verlässt die Wittekindstraße den Platz in Richtung Berliner Platz und überquert hier die Hase.

## Bebauung
Die Bebauung des Platzes ist in den letzten Jahren einem starken Wandel unterworfen. Das einstmals an der Nordostseite des Platzes befindliche Café Coppenrath, das in den 1960er Jahren errichtet wurde, wich 2013 dem Hasehaus, das im Oktober 2014 eröffnete und über schräge Außenfassaden verfügt. Die zentral unter dem Neumarkt verlaufende Neumarktpassage, die als Fußgängertunnel und Ladenpassage genutzt wurde, ist nach der Schließung komplett entfernt worden.
An der Nordwestseite im Übergang zur Wittekindstraße befinden sich das ehemalige Galeria-Kaufhaus, die die Hase überspannende Neumarkt-Apotheke sowie das ehemalige Sportkaufhaus Sportarena.
Die Nordseite des Platzes ist kleinteilig bebaut und auch hier soll auf einer Freifläche in nächster Zeit ein neues Gebäude entstehen.
Die Südostseite wird durch das geschlossene Wöhrl-Kaufhaus (ehemals Hertie) und das Kachelhaus gesäumt.
Südlich befindet sich das Landgericht Osnabrück.

## Geschichte

### Mittelalter bis Zweiter Weltkrieg

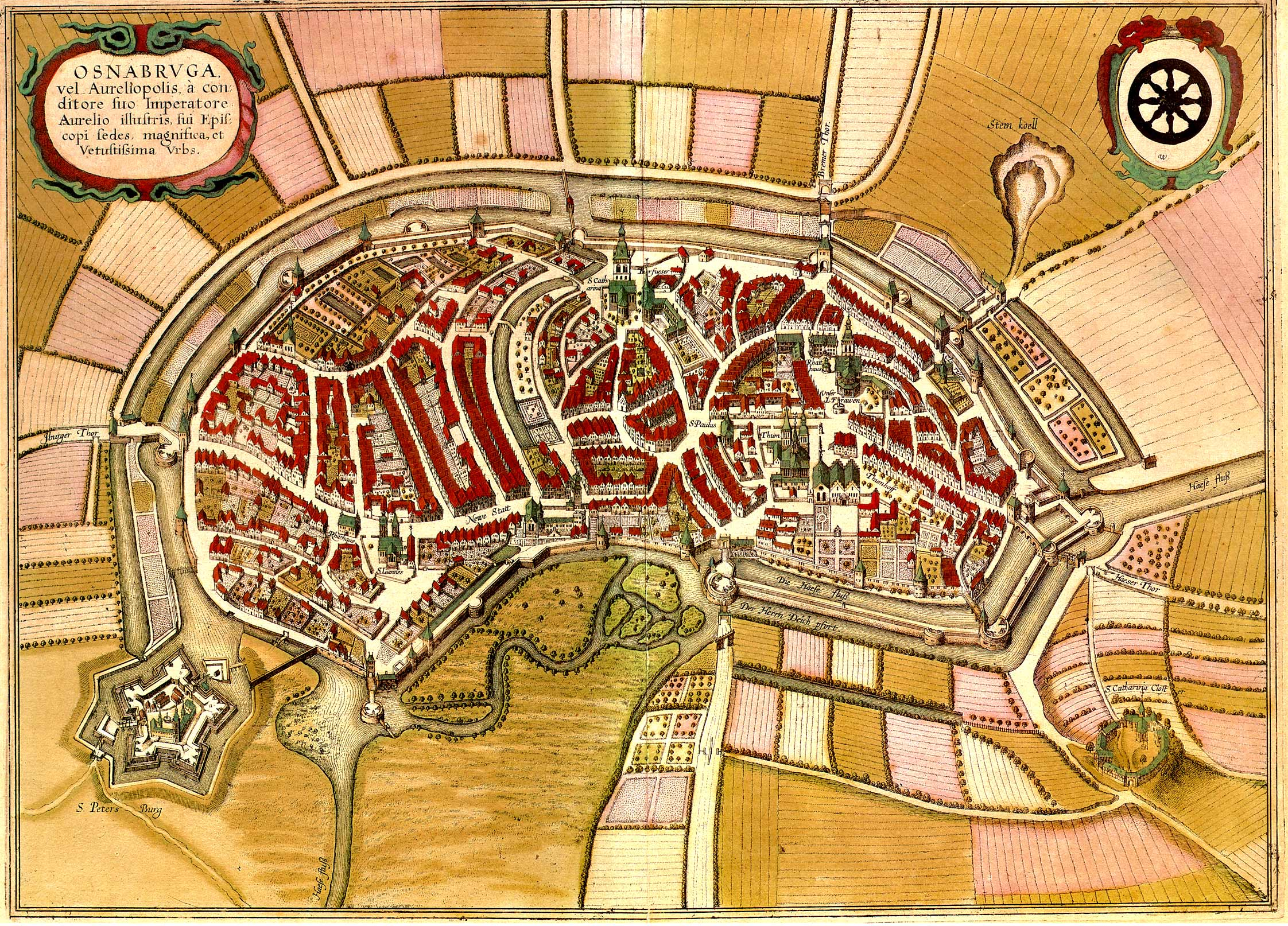
Das Jesuitenkolleg an der Position des heutigen Neumarktes (rechts neben dem Schriftzug „Neue Statt“) auf dem Stadtplan von Wenzel Hollar (1633)

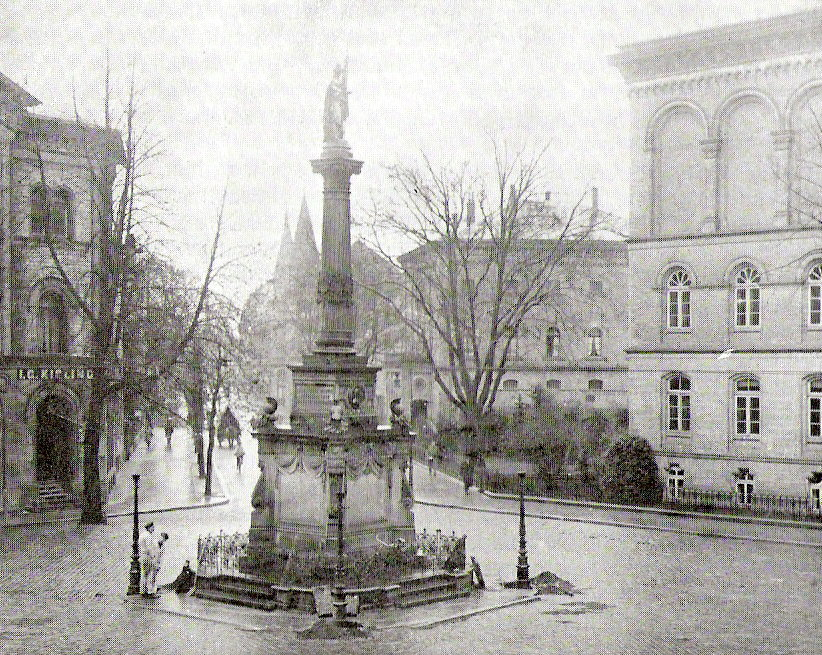
Gefallenendenkmal auf dem Neumarkt in den 1920er Jahren, rechts das Gebäude des Landgerichts

In früherer Zeit befand sich die Alte Pforte, ein Stadttor der Altstadt, am heutigen Neumarkt. Im Zuge der Eingliederung der Neustadt 1306 und deren Einwallung entfiel dieses Stadttor. Ab dem Jahr 1287 ließ sich an dem Platz das Augustinerkloster Osnabrück nieder, welches sich vorher in Bissendorf befunden hatte. Nach der Reformation in Osnabrück verließen 1544 die letzten vier Mönche das Kloster. 1628 eröffnete der Bischof Franz Wilhelm im Osten des heutigen Neumarkts, direkt an der damals dort verlaufenden Stadtbefestigung, ein Jesuitenkolleg. Nach diesem ist heute der Kollegienwall benannt.
1751 wurde die Kapelle des Augustinerklosters abgerissen, die Kreuzigungsgruppe der Klosterkapelle gelangte zur Kleinen Kirche am Dom. Anstelle der Kapelle wurde durch Johann Conrad Schlaun im darauffolgenden Jahr ein Zuchthaus errichtet. Dieses musste 1875 wiederum dem Neubau des Landgerichtes weichen. Zwischen 1866 und 1913 fanden regelmäßig Wochenmärkte auf dem Neumarkt statt, weshalb der Platz auch seinen heutigen Namen trägt. Das Denkmal für die Gefallenen des Deutsch-Französischen Krieges ist 1880 auf dem Neumarkt errichtet und 1928 zum Straßburger Platz im Stadtteil Westerberg versetzt worden.
1916 errichtete die Sparkasse Osnabrück an der Adresse Neumakt 3 ihren neuen Hauptsitz. Im Zweiten Weltkrieg wurde das Gebäude nur mäßig beschädigt, weshalb bis 1947 in ihm auch die ausgebombte Kreissparkasse sowie die OLB und die Deutsche Bank hier bis 1947 Unterkunft fanden.
Am Abend der Landtagswahl in Preußen am 5. März 1933 wurden auf dem Platz durch Nationalsozialisten Flaggen verbrannt. Diese Flaggen, vorwiegend von Verbänden der demokratischen Linken, waren zuvor aus dem Schinkel und Sonnenhügel hergeholt worden und galten als Symbole der Weimarer Republik. 1936 wurde die erste Verkehrsampel Osnabrücks auf dem Neumarkt installiert. Diese erste Ampel war jedoch noch keine Lichtzeichenanlage, sondern eine Zeigerampel nach dem System Heuer. Während der Zeit des Nationalsozialismus war der Platz in Adolf-Hitler-Platz umbenannt.

### Nachkriegszeit
Ursprünglich bildete die Bebauung am Straßenzug Große Straße/Johannisstraße die westliche Grenze des Platzes, zum Neuen Graben hin gab es nur einen schmalen Durchlass. Nach den Zerstörungen des Zweiten Weltkriegs wurde der Platz nach Westen hin bis zu seiner heutigen Ausdehnung erweitert. Der Neue Graben sowie die Wittekindstraße wurden in den 1950er Jahren gemäß dem Konzept der autogerechten Stadt zu einer mehrspurigen West-Ost-Achse für den Kraftfahrzeugverkehr ausgebaut.
Auch das 1916 errichtete Gebäude der Sparkasse am Neumarkt 3 wurde 1972 abgerissen. Sie hatte schon 1957 ihren neuen Hauptsitz schräg gegenüber an der Möser-/Wittekindstraßenkreuzung bezogen und verkaufte daraufhin das Gebäude an die Stadt. Diese brachte bis 1969 das Einwohnermeldeamt, danach die Deutsche Bank in dem Gebäude unter.
Nach dieser Nutzung verkaufte die Stadt das ehemalige Sparkassengebäude an den Kaufmann Bergmann, der das Gebäude abreißen ließ und in zurückgesetzter Bauflucht das sechsstöckige Textilkaufhaus Bergmann Thomaskleidung errichtete.
Am 14. Dezember 1964 wurde eine Fußgängerunterführung, der Neumarkttunnel, unter dem Platz eröffnet. Dadurch sollten Fußgänger vom Fahrzeugverkehr getrennt werden und konnten den Platz nur noch unterirdisch queren. Bei den Bauarbeiten für den Neumarkttunnel war die Baustelle am 27. Mai 1964 durch einen Gewitterschauer mit Platzregen überflutet worden. Am 26. November 1977 wurde eine Erweiterung des Tunnels in Betrieb genommen.

### 21. Jahrhundert
Ab 2001 konnte der Neumarkt wieder oberirdisch über eine neu eingerichtete Fußgängerfurt gequert werden. Die Passage wurde im Jahr 2005 modernisiert und umgebaut, war danach jedoch nicht mehr durchgängig begehbar und die im Tunnel gelegenen Ladenlokale standen wegen der verringerten Passantenzahl teilweise leer. Aufgrund von baulichen Mängeln und hohen Betriebskosten wurde im April 2011 zunächst der westliche, 2012 auch der östliche Teil des Tunnels geschlossen. Am 10. Juli 2012 beschloss der Rat den Abriss und die Verfüllung des Bauwerks.
In den Jahren 2013 und 2014 ist der Rückbau der Neumarkt-Passage in mehreren Bauabschnitten umgesetzt worden. Gleichzeitig wurde auf der Ostseite des Platzes das Büro- und Geschäftsgebäude Hasehaus errichtet.

Bilder der Tunnel-Abrissarbeiten
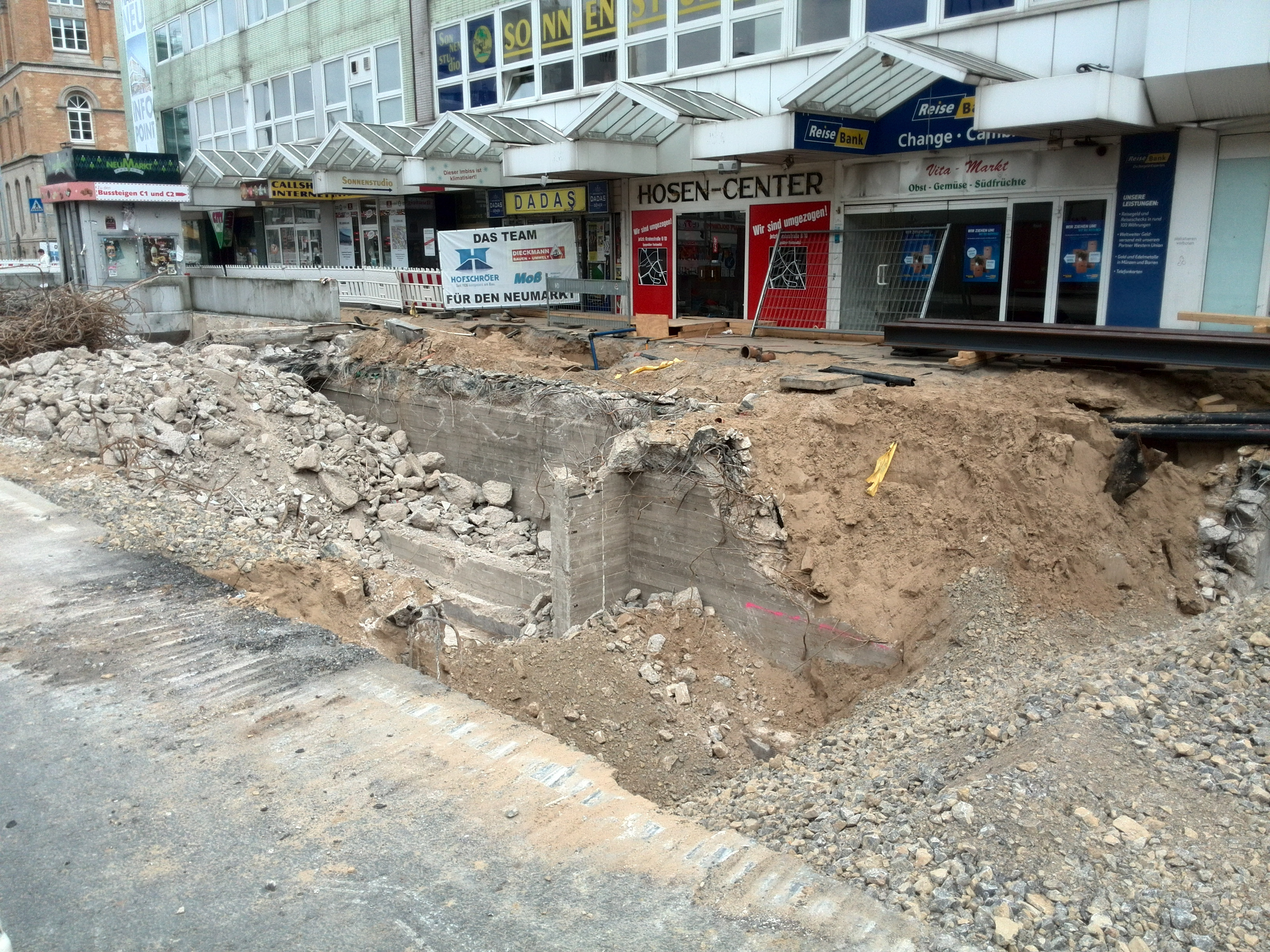
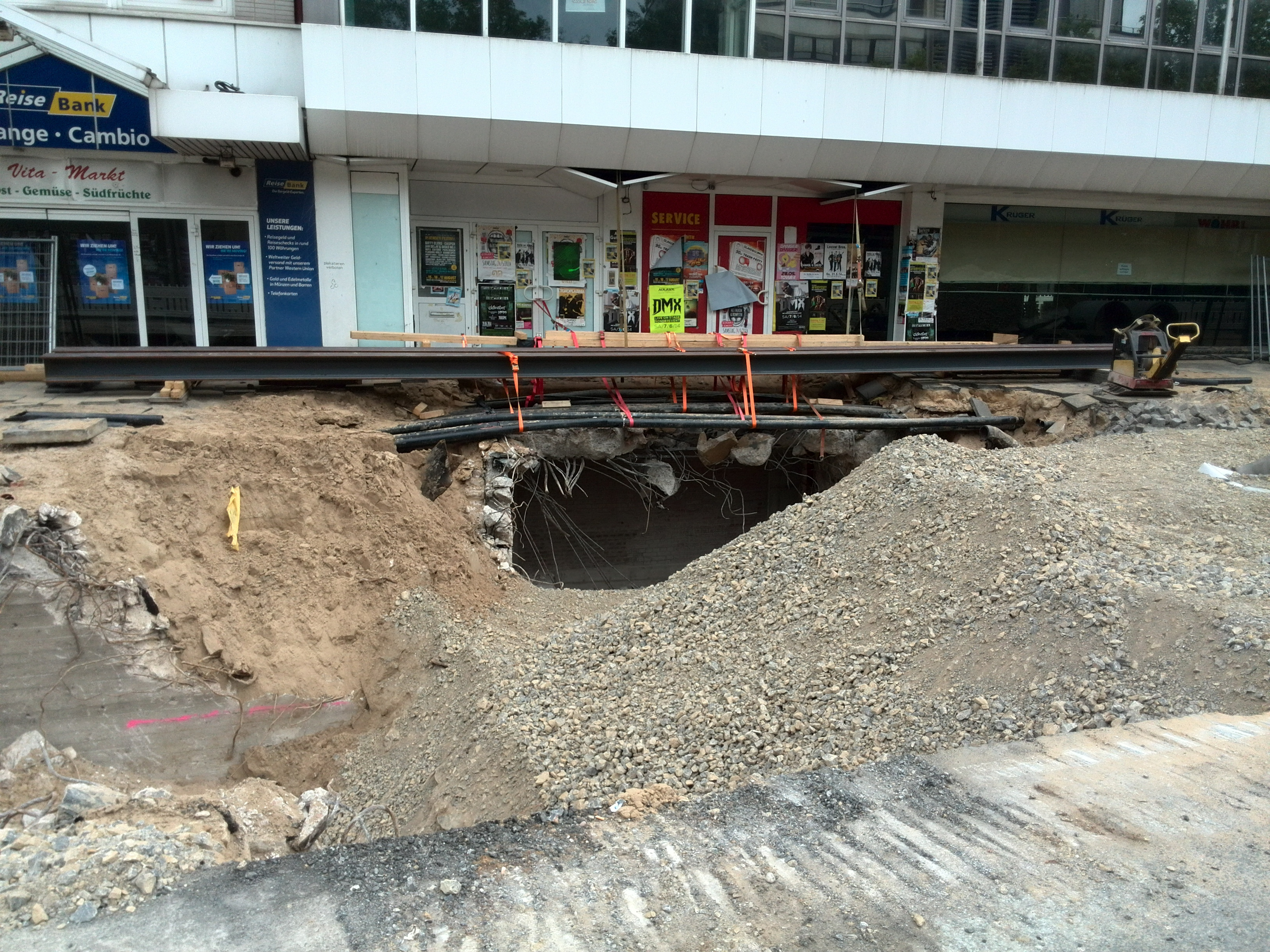
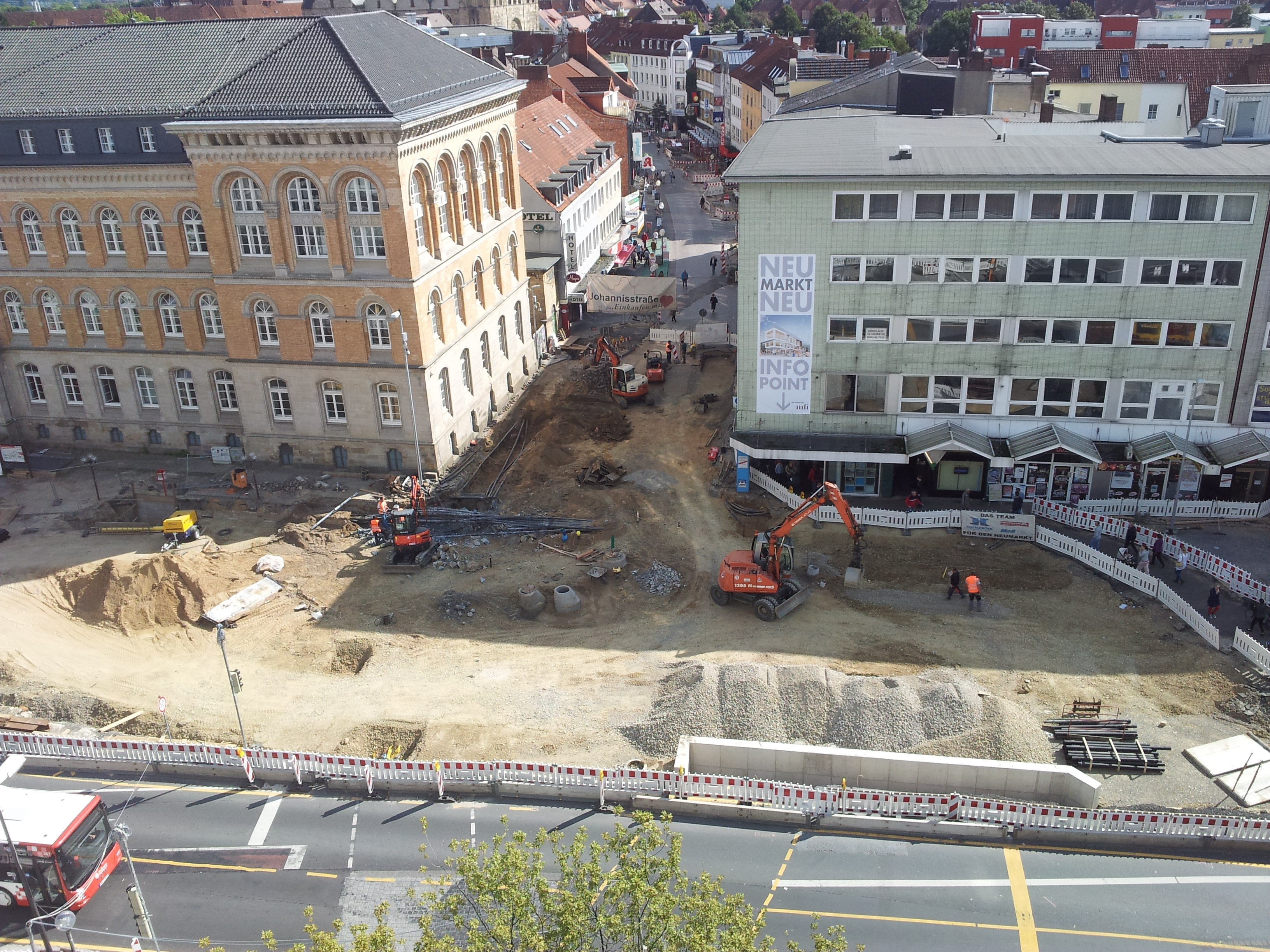
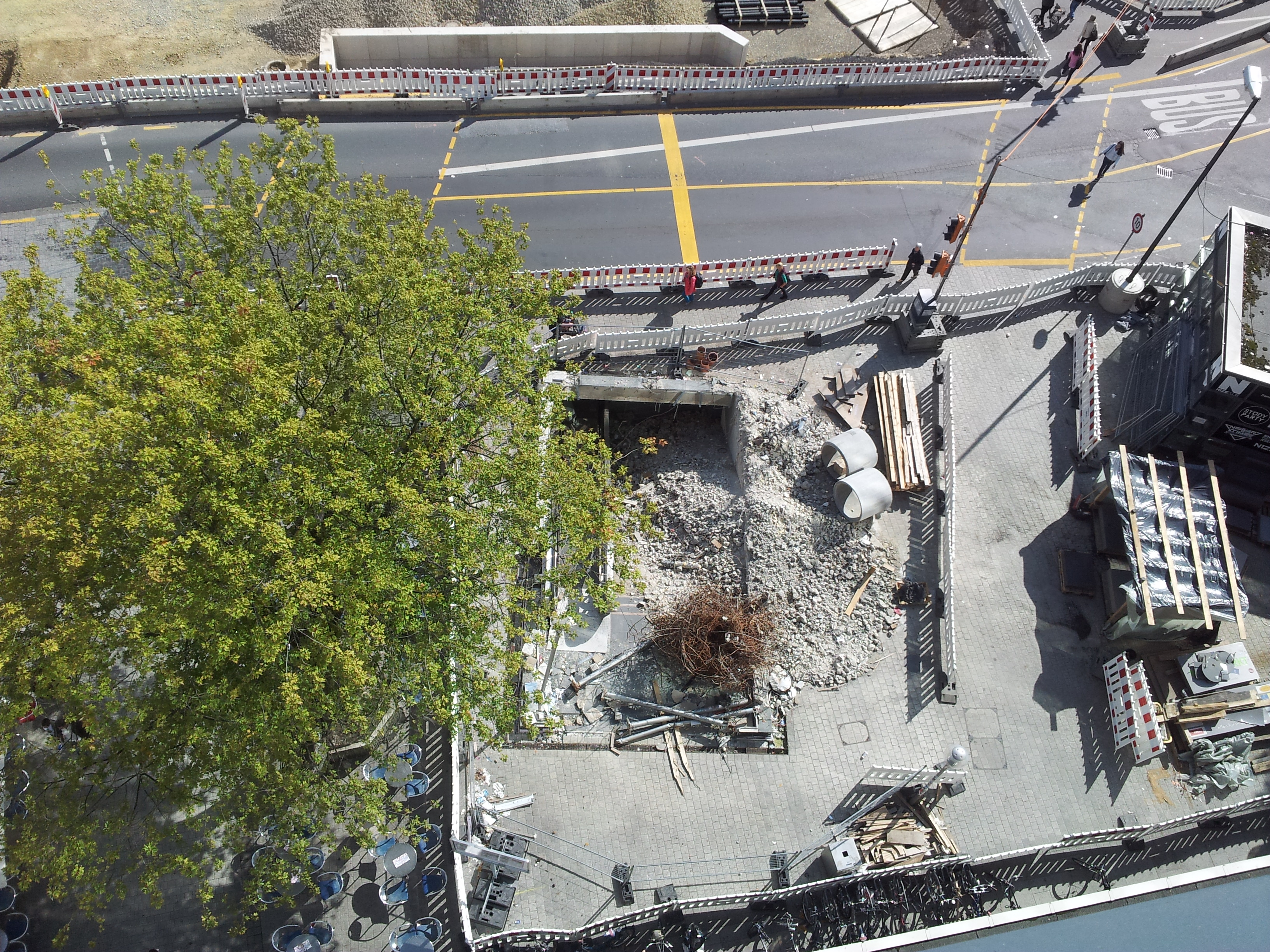

Die Straßenbreite wurde im Zuge der Bauarbeiten von zwei auf eine Fahrspur pro Richtung verschmälert. Dadurch entstand gegenüber dem Landgericht eine Freifläche, die schon bei Veranstaltungen wie dem Weihnachtsmarkt oder der Maiwoche genutzt wurde. 

## Verkehr

### Öffentlicher Nahverkehr
Am Neumarkt trafen sich ab 1906 die beiden Straßenbahnlinien Hauptbahnhof – Neumarkt – Lotter Straße und Hasetor – Neumarkt – Johannistor (Rosenplatz). Später war es Umstiegspunkt der beiden Straßenbahnlinien 2 Haste – Neumarkt – Schölerberg und 3 Schinkel (Schützenstraße) – Neumarkt – Martiniplatz (Heinrich-Lübke-Platz).
Der Neumarkt ist heute der zentrale Busknoten der Stadt Osnabrück sowie der Umlandgemeinden. Neben den Stadtbuslinien, welche durch die Stadtwerke Osnabrück bedient werden, gibt es Linien in die Nachbarkommunen, welche durch diverse Busbetriebe der Verkehrsgemeinschaft Osnabrück unterhalten werden. In die westfälischen Nachbarkommunen betreibt der Regionalverkehr Münsterland den Busverkehr.

### Zwischenzeitliche Sperrungen für den motorisierten Individualverkehr
In den letzten Jahren wurde der Neumarkt dreimal für den motorisierten Individualverkehr geschlossen und wieder geöffnet.
Die erste Schließung des Neumarktes:
Ab dem 2. Juni 2014 bis zum 17. Februar 2016 war der Neumarkt für Pkw und Lkw wegen Abriss des Neumarkttunnels gesperrt. Nach der Sperrzeit wurde der Platz wieder vom 17. Februar 2016 bis zum 18. Juli 2016 geöffnet. Grund für die Öffnung war eine Verwaltungsgerichtsklage eines Osnabrückers, da der Baustellenbetrieb in dieser Zeit ruhte und der Sperrgrund entfiel.
Die zweite Schließung:
Diese war zwischen dem 18. Juli bis zum 18. Oktober 2016, welche aufgrund von Kanalbauarbeiten auf dem Neumarkt und der Wittekindstraße erfolgte.
Nach dieser Sperrung war der Neumarkt vom 16. Oktober 2016 bis zum 13. Oktober 2017 wieder für Pkw und Lkw freigegeben.
Die dritte Schließung:
Die dritte Schließung des Neumarktes erfolgte am 13. Oktober 2017 und bestand bis zum 2. Februar 2018. Im Stadtrat der Stadt Osnabrück sprach sich im Mai 2017 eine Mehrheit für die Entwidmung des Neumarktes für den öffentlichen Verkehr aus. Wegen mehrerer anhängiger Klagen gegen den Ratsbeschluss wurde dieser erst nach einem Verwaltungsbeschluss, welcher im September erfolgte umgesetzt.
Die dritte Schließung musste, nachdem das Oberverwaltungsgericht Lüneburg am 25. Januar 2018 entschied, dass die Schließung nicht erfolgen durfte, rückgängig gemacht werden. So wurde der Neumarkt wieder am 2. Februar 2018 für den normalen Verkehr geöffnet. Bis zur endgültigen Klärung der Rechtmäßigkeit muss der Neumarkt nun geöffnet bleiben.